# Cantón de Linares
El cantón de Linares fue un cantón proclamado en la localidad de Linares (provincia de Jaén) el 22 de julio de 1873 durante la Primera República Española. Formó parte de la rebelión cantonal iniciada por el «Cantón Murciano» proclamado en Cartagena diez días antes. Fue uno de los cuatro cantones que se constituyeron en Jaén (junto con el cantón de Andújar, el cantón de Arjona y el cantón de Bailén). Los intentos de proclamar el «cantón de Jaén» en la capital de la provincia y en Úbeda fracasaron.

## Historia
El cantón de Linares lo proclamó el diputado republicano federal «intransigente» Nicolás Estévanez Murphy, después de que la Guardia Civil abandonara la localidad. Al parecer fue Estévanez Murphy quien encabezó el grupo que había cortado la vía férrea en Despeñaperros, aunque la acción también se atribuyó al brigadier Mariano Peco, que fue quien proclamó el «cantón de Jaén» en Bailén el 22 de julio.
La llegada a Linares del grupo de republicanos federales «intransigentes», integrado por unos 700 hombres, provocó que una parte de la población abandonara la localidad, entre ellos diez de los dieciocho concejales. Cuando llegó la noticia de que se acercaban las tropas enviadas por el Gobierno de Nicolás Salmerón, Estévanez Murphy y sus hombres abandonaron Linares y se dirigieron a La Carolina y a Bailén, pero el grupo fue perdiendo efectivos, hasta que Estévanez Murphy, comprobado su fracaso, volvió a Madrid.
El 7 de agosto, cuando el cantón de Linares hacía varios días había sido disuelto, la partida de Mariano Peco se presentó en la localidad, siendo rechazada. El alcalde telegrafió al Gobierno de Madrid explicando que lo que pretendían era cobrar contribuciones. A mediados de agosto la tranquilidad y el orden habían sido restablecidos en toda la provincia de Jaén.